# Honda CB 300 R
La Honda CB 300 R es una motocicleta fabricada por la empresa japonesa Honda en Brasil. El modelo CB 300 R vino a sustituir al anterior modelo Honda CBF 250.

## Cronología
Lanzada en 2009 para sustituir al modelo conocido como Twister 250, el modelo CB 300 R salió de línea a finales de 2015 para dar paso al nuevo modelo CB Twister 250.
En noviembre de 2010 fue anunciada la retirada de 1.000.000 de unidades del modelo por rotura y problemas en el cableado. Según la empresa, algunas unidades pueden presentar rotura del tubo del freno trasero o rotura en el cableado del sistema ABS, comprometiendo la eficiencia de la frenada respecto a su predecesora, la CBX 250 Twister 01/08, de mayor durabilidad y fiabilidad.

## Características
Es el primer modelo de media cilindrada de Honda fabricado íntegramente en Brasil con tecnología de inyección electrónica. Posee panel digital y cuentagiros analógico, banco en escalón y amortiguador trasero monolink.
Este vehículo atiende al Programa de Control de la Polución del Aire para motocicletas y vehículos similares - PROMOT, establecido por la Resolución CONAMA n.º 297, de 26 de febrero de 2002 y n.º 342, de 25 de septiembre de 2003.